# Самсонов Григорій Валентинович

Надгробок Григорія Самсонова на Байковому кладовищі в Києві.

Григорій Валентинович Самсонов (15 лютого 1918, Пушкін, Ленінградська область — 22 грудня 1975, Київ) — український радянський науковець у галузі хімії й технології неорганічних матеріалів.

## Біографія
Народився в м. Пушкін (Ленінградська область).
По закінченні Московського інституту тонкої хімічної технології (1940) працював на різних посадах у Росії, з 1956 в Україні в Інституті металокераміки і спеціальних стопів АН УРСР, 1961-63 — голова відділу технічних наук АН УРСР, з 1962 — професор Київського Політехнічного Інституту, з 1961 — член-кореспондент АН УРСР.
Діапазон наукових інтересів Григорія Валентиновича Самсонова надзвичайно широкий. Йому належать основоположні роботи в галузі хімічного зв'язку тугоплавких сполук, які лягли в основу наукової концепції створення композиційних матеріалів на основі тугоплавких сполук з необхідними властивостями. Виконані ним фундаментальні дослідження з фізичної хімії тугоплавких сполук стали основою для виробництва і застосування близько 500 таких речовин у промислових масштабах.
Г. В. Самсоновим опубліковано 1400 наукових праць, близько 50 монографій і довідників. У світі практично немає монографій з тугоплавких сполук, яких не згадували би його роботи, і сьогодні його роботи мають високий індекс цитування.
Г. В. Самсонов підготував 170 кандидатів наук і 20 докторів наук, одержав світове визнання, був членом багатьох міжнародних наукових видань, стояв біля витоків створення Міжнародного інституту науки про спікання, нагороджений вищою нагородою Міжнародного Планзеєвського товариства порошкової металургії та медаллю імені С. І. Вавилова, засновано премію імені Г. В. Самсонова за найкращу статтю в журналі «Science of Sintering».
У 1968 році йому присвоєно звання заслуженого діяча науки і техніки УРСР, в 1972 році став лауреатом Державної премії УРСР, вшанований преміями імені Є. О. Патона, імені П. Г. Соболевського, імені Д. І. Менделєєва, був обраний почесним членом Сербського хімічного товариства, Вищої технічної школи у Відні, Міжнародного інституту науки про спікання.
Г. В. Самсоновим виховано блискучу плеяду наукових і педагогічних кадрів, керівників НДУ і промислових підприємств.
Помер на 58-му році життя 22 грудня 1975 року. Похований на Байковому кладовищі (ділянка № 33, 50°25′9.60″ пн. ш. 30°30′9.30″ сх. д. / 50.4193333° пн. ш. 30.5025833° сх. д.).